# Belkis Ayón
Belkis Ayón Manso (Havana, 23 de janeiro de 1967 — Havana, 11 de setembro, de 1999) foi uma litógrafa cubana. O seu trabalho foi baseado na religião afro-cubana, combinando o mito de Sikan e as tradições do Abacua, uma sociedade secreta masculina, embora acredite-se que o seu trabalho reflita suas questões pessoais. Seu trabalho começou sendo exposto, em 1988, e as exposições continuaram até 2006, pelo menos. Belkis cometeu suicídio aos 32 anos.[carece de fontes?]
Desde sua morte, o governo cubano declarou seus trabalhos como patrimônio, e por isso, nenhum deles está autorizado a deixar o país.

## Obra
Belkis teve até sua morte 19 exposições. Fez uso da gravura misturada ao intelecto, na sua obra destacam-se três temas, a abstração, o sincretismo religioso, além da religiosidade abacua. São notórias do seu conjunto artístico as representações de corpos coloridos compartilhando espaço, afim de gerar uma reflexão antirracista.